# Novara Calcio 2016-2017
Questa voce raccoglie le informazioni riguardanti il Novara Calcio nelle competizioni ufficiali della stagione 2016-2017.

## Stagione
Nella stagione 2016-2017 il Novara disputa il trentatreesimo campionato di Serie B della sua storia. Allenato da Roberto Boscaglia ottiene 56 punti che valgono il nono posto finale. Tiene un passo molto regolare, costantemente nelle posizioni di centro classifica, infatti raccoglie 28 punti, tanto nel girone di andata ché nel ritorno. Il bulgaro Andrey Galabinov firma 12 reti in campionato pareggiando il conto con quelle segnate la scorsa stagione, mentre sono 7 le reti realizzate da Federico Macheda, preso in estate dagli inglesi del Nottingham. Nella Coppa Italia Tim Cup i piemontesi nel secondo turno eliminano (2-1) la Juve Stabia, nel terzo turno hanno la meglio (1-0) dopo i tempi supplementari sul Latina, nel quarto turno escono dal torneo, superati (3-0) dal Chievo Verona.

## Divise e sponsor
Il fornitore ufficiale di materiale tecnico per la stagione 2016-2017 è Joma, mentre lo sponsor di maglia è Banca Popolare di Novara e il co-sponsor è Gruppo Comoli Ferrari.
| 1ª divisa | 2ª divisa | 3ª divisa |

### Rosa
Rosa aggiornata al 5 settembre 2016.
| N. |                      | Ruolo | Calciatore           |
| -- | -------------------- | ----- | -------------------- |
| 1  | Svizzera (bandiera)  | P     | David Da Costa       |
| 2  | Danimarca (bandiera) | D     | Magnus Troest        |
| 3  | Italia (bandiera)    | D     | Andrea Mantovani     |
| 4  | Italia (bandiera)    | C     | Nicolas Viola        |
| 5  | Italia (bandiera)    | C     | Federico Casarini    |
| 6  | Italia (bandiera)    | D     | Gennaro Scognamiglio |
| 7  | Slovenia (bandiera)  | A     | Gregor Bajde         |
| 8  | Italia (bandiera)    | C     | Paolo Faragò         |
| 9  | Italia (bandiera)    | A     | Francesco Di Mariano |
| 11 | Italia (bandiera)    | A     | Simone Corazza       |
| 13 | Italia (bandiera)    | D     | Edoardo Lancini      |
| 14 | Senegal (bandiera)   | D     | Moustapha Beye       |
| 16 | Bulgaria (bandiera)  | A     | Andrej Gălăbinov     |
| 17 | Italia (bandiera)    | D     | Marco Chiosa         |

| N. |                       | Ruolo | Calciatore         |
| -- | --------------------- | ----- | ------------------ |
| 18 | Italia (bandiera)     | A     | Gianluca Sansone   |
| 19 | Italia (bandiera)     | C     | Francesco Bolzoni  |
| 20 | Polonia (bandiera)    | C     | Tomasz Kupisz      |
| 21 | Spagna (bandiera)     | A     | Andrea Orlandi     |
| 22 | San Marino (bandiera) | P     | Elia Benedettini   |
| 23 | Ungheria (bandiera)   | C     | Krisztián Adorján  |
| 24 | Italia (bandiera)     | D     | Lorenzo Dickmann   |
| 25 | Croazia (bandiera)    | A     | Antonio Lukanovic  |
| 27 | Italia (bandiera)     | D     | Marco Calderoni    |
| 28 | Ghana (bandiera)      | C     | Ransford Selasi    |
| 29 | Italia (bandiera)     | C     | Francesco Bolzoni  |
| 30 | Svizzera (bandiera)   | D     | Philippe Koch      |
| 31 | Italia (bandiera)     | P     | Francesco Pacini   |
| 77 | Italia (bandiera)     | D     | Simone Abbruzzetti |

### Staff tecnico
- Roberto Boscaglia - Allenatore
- Giacomo Filippi - Allenatore in seconda
- Andrea Buttè - Consulente preparatore atletico
- Massimo Cataldi - Preparatore dei portieri
- Fabio Francese - Responsabile sanitario
- Giorgio Fortina - Medico sociale
- Lorenzo De Mani - Massofisioterapista
- Andrea Calzolari - Massaggiatore
- Gian Mario Foglia - Riabilitatore
- Mattia Venturini - Team Manager
- Luigi Fregonara - Magazziniere
- Marco Fregonara - Magazziniere
- Massimo Fedrigo - Magazziniere
- Ernani Cancellieri - Magazziniere

## Risultati

### Serie B

#### Girone di andata
| Arbitro: | Abbattista (Molfetta) |

|                         |           |                                |
| Gălăbinov 9’ Faragò 53’ | Marcatori | 24’ De Cenco 45+1’ A. Ferretti |

| Arbitro: | Ghersini (Genova) |

|             |           |  |
| Lisuzzo 11’ | Marcatori |  |

| Arbitro: | Pezzuto (Lecce) |

|               |           |  |
| G. Sansone 7’ | Marcatori |  |

| Arbitro: | Minelli (Varese) |

|                                |           |                |
| Strizzolo 37’, 51’ Litteri 72’ | Marcatori | 86’ Di Mariano |

| Arbitro: | Mainardi (Bergamo) |

|                          |           |                       |
| N. Viola 15’ Adorjan 33’ | Marcatori | 21’ Brosco 37’ Paponi |

| Arbitro: | Manganiello (Pinerolo) |

|         |           |  |
| Piu 56’ | Marcatori |  |

| Arbitro: | Di Paolo (Avezzano) |

|             |           |  |
| Chibsah 44’ | Marcatori |  |

| Arbitro: | Nasca (Bari) |

|            |           |  |
| Faragò 62’ | Marcatori |  |

| Arbitro: | Pinzani (Empoli) |

|                                |           |                |
| La Mantia 67’ Emmanuello 90+3’ | Marcatori | 37’ G. Sansone |

| Arbitro: | Abisso (Palermo) |

|              |           |  |
| N. Viola 57’ | Marcatori |  |

| Arbitro: | Chiffi (Padova) |

|            |           |  |
| Faragò 38’ | Marcatori |  |

| Arbitro: | Piccinini (Forlì) |

|                                                 |           |                                    |
| Faragò 16’ (aut.) Avenatti 22’, 66’ Di Noia 28’ | Marcatori | 4’ Casarini 31’ Adorjan 71’ Kupisz |

| Arbitro: | Sacchi (Macerata) |

|  |           |           |
|  | Marcatori | 11’ Giani |

| Arbitro: | Abbattista (Molfetta) |

|  |           |                                                    |
|  | Marcatori | 17’ Casarini 65’ N. Viola 76’ Faragò 87’ Galabinov |

| Arbitro: | La Penna (Roma) |

|                |           |                       |
| G. Sansone 70’ | Marcatori | 49’ Cocco 80’ Ariaudo |

| Perugia 26 novembre 2016 16ª giornata | Perugia         | 0 – 0 | Novara | Stadio Renato Curi\| Arbitro: \| Pasqua (Tivoli) \| |
| Arbitro:                              | Pasqua (Tivoli) |       |        |                                                     |

| Arbitro: | Baroni (Firenze) |

|                                    |           |             |
| Lukanovic 34’ Galabinov 58’ (rig.) | Marcatori | 9’ Raicevic |

| Brescia 11 dicembre 2016 18ª giornata | Brescia          | 0 – 0 | Novara | Stadio Mario Rigamonti\| Arbitro: \| Abisso (Palermo) \| |
| Arbitro:                              | Abisso (Palermo) |       |        |                                                          |

| Arbitro: | Di Paolo (Avezzano) |

|                                               |           |               |
| G. Sansone 22’ Scognamiglio 39’ Calderoni 41’ | Marcatori | 81’ Garritano |

| Arbitro: | Piccinini (Forlì) |

|                                  |           |               |
| Caputo 17’, 29’ Masucci 31’, 71’ | Marcatori | 60’ Galabinov |

| Arbitro: | Marinelli (Tivoli) |

|                              |           |             |
| Galabinov 29’ G. Sansone 32’ | Marcatori | 22’ Lasagna |

#### Girone di ritorno
| Arbitro: | Nasca (Bari) |

|                                  |           |               |
| Coronado 43’ (rig.) Maracchi 51’ | Marcatori | 38’ Galabinov |

| Arbitro: | Mainardi (Bergamo) |

|              |           |             |
| Casarini 63’ | Marcatori | 90+4’ Gatto |

| Salerno 4 febbraio 2017 24ª giornata | Salernitana           | 0 – 0 | Novara | Stadio Arechi\| Arbitro: \| Abbattista (Molfetta) \| |
| Arbitro:                             | Abbattista (Molfetta) |       |        |                                                      |

| Arbitro: | Aureliano (Bologna) |

|               |           |           |
| Galabinov 19’ | Marcatori | 77’ Iunco |

| Arbitro: | Baroni (Firenze) |

|  |           |               |
|  | Marcatori | 86’ Galabinov |

| Arbitro: | Nasca (Bari) |

|                             |           |              |
| Macheda 29’ Galabinov 45+1’ | Marcatori | 34’ Granoche |

| Arbitro: | Di Paolo (Avezzano) |

|            |           |  |
| Troest 54’ | Marcatori |  |

| Arbitro: | Mainardi (Bergamo) |

|           |           |                           |
| Cacia 33’ | Marcatori | 30’ Lancini 50’ Galabinov |

| Novara 12 marzo 2017 30ª giornata | Novara            | 0 – 0 | Pro Vercelli | Stadio Silvio Piola\| Arbitro: \| Sacchi (Macerata) \| |
| Arbitro:                          | Sacchi (Macerata) |       |              |                                                        |

| Arbitro: | Ros (Pordenone) |

|                      |           |             |
| Ardemagni 77’ (rig.) | Marcatori | 10’ Macheda |

| Bari 26 marzo 2017 32ª giornata | Bari            | 0 – 0 | Novara | Stadio San Nicola\| Arbitro: \| Pasqua (Tivoli) \| |
| Arbitro:                        | Pasqua (Tivoli) |       |        |                                                    |

| Arbitro: | Baroni (Firenze) |

|               |           |                  |
| Calderoni 78’ | Marcatori | 54’, 84’ Palombi |

| Arbitro: | Pezzuto (Lecce) |

|                                     |           |  |
| Antenucci 61’ (rig.) Schiavon 90+2’ | Marcatori |  |

| Arbitro: | Ghersini (Genova) |

|                             |           |                             |
| Macheda 56’ Calderoni 90+2’ | Marcatori | 27’ Siligardi 90+4’ Pazzini |

| Arbitro: | Abisso (Palermo) |

|                                  |           |                                       |
| D. Ciofani 22’ (rig.) Mokulu 90’ | Marcatori | 12’, 64’ Macheda 35’ (rig.) Galabinov |

| Arbitro: | Illuzzi (Molfetta) |

|  |           |          |
|  | Marcatori | 75’ Dezi |

| Arbitro: | Di Paolo (Avezzano) |

|                                       |           |             |
| Ebagua 40’ Bellomo 63’ F. Orlando 70’ | Marcatori | 28’ Macheda |

| Arbitro: | Rapuano (Rimini) |

|                          |           |                               |
| Galabinov 18’ Chiosa 78’ | Marcatori | 13’ A. Ferrante 54’, 79’ Coly |

| Arbitro: | Chiffi (Padova) |

|  |           |             |
|  | Marcatori | 37’ Macheda |

| Arbitro: | Mainardi (Bergamo) |

|                            |           |  |
| G. Sansone 43’ Orlandi 51’ | Marcatori |  |

| Arbitro: | Ghersini (Genova) |

|                       |           |  |
| Concas 8’ Mbakogu 36’ | Marcatori |  |

### Coppa Italia
| Arbitro: | Rapuano (Rimini) |

|                           |           |               |
| Corazza 49’ Galabinov 60’ | Marcatori | 11’ Del Sante |

| Arbitro: | Massa (Imperia) |

|             |           |  |
| Troest 105’ | Marcatori |  |

| Arbitro: | Pinzani (Empoli) |

|                                   |           |  |
| Inglese 27’, 30’ (rig.) Cesar 49’ | Marcatori |  |